# Der Hund bleibt
Der Hund bleibt (Originaltitel: Mon chien Stupide, wörtlich „Mein Hund Stupide“) ist ein französischer Spielfilm von Yvan Attal aus dem Jahr 2019. Er basiert auf dem gleichnamigen Roman von John Fante aus dem Jahr 1985.

## Handlung
Der südfranzösische Schriftsteller Henri steckt in der Midlife-Crisis – nach einem einzigen großen Erfolg hat er, seinem eigenen Urteil nach, nur noch Mist geschrieben. Er beginnt zunächst insgeheim, dann ganz offen seine Frau Cécile und seine vier erwachsenen, aber wenig selbstständigen Kinder für seine Erfolglosigkeit, seine mangelnde Libido und seine Rückenschmerzen verantwortlich zu machen. Er träumt von einem sorgenfreien Leben in Rom, wo er vor 25 Jahren, kurz vor der Gründung seiner Familie, den einen großen Bestseller geschrieben hatte.
Zu Beginn des Films entdeckt seine Frau im Garten des Familienhauses einen riesigen, offenbar heimatlosen Hund, den Henri gegen den Willen aller anderen in die Familie aufnimmt. Der Hund bekommt den Spottnamen „Stupide“ (dt. „dumm“). Dessen Angewohnheit, immer wieder Männer sexuell zu belästigen, führt wiederholt zu peinlichen Situationen. Nacheinander verlassen die vier Kinder das Elternhaus aus unterschiedlichen Gründen: Raphaël und Pauline halten Henris Zynismus nicht mehr aus, Noé engagiert sich als Umweltaktivist und muss nach einer Aktion eine Haftstrafe verbüßen. Cécile zieht aus und beginnt eine Affäre mit Mazard, einem Professor ihres Sohnes Gaspard, um für diesen eine Zulassung zur Abschlussprüfung zu erhandeln; mit Henris Hilfe schafft Gaspard seinen Abschluss und reist mit Freunden nach Australien. Selbst der Hund läuft für eine Weile weg, wird jedoch wieder aufgefunden.
In seiner Einsamkeit denkt Henri viel über seine Fehler nach und entwickelt neue Kreativität. Daraus entwickelt sich ein autobiografisch geprägter Roman, in dem er sein Verhalten selbstkritisch reflektiert. Seine Verlegerin ist begeistert und schlägt lediglich einen anderen Titel und ein aufrichtiges Ende vor. Nachdem Mazard das Manuskript gelesen hat, erkennt er daraus, dass Henri seine Frau aufrichtig liebt, und verzichtet auf Céciles Begleitung bei einer Reise nach Paris. Darauf erscheint Cécile unangekündigt in Henris Haus und bietet ihm eine gemeinsame Reise nach Rom an.

## Produktion
Während Regisseur Yvan Attal die Hauptrolle des Familienvaters Henri verkörpert, spielt seine Lebensgefährtin Charlotte Gainsbourg dessen Frau, und ihr gemeinsamer Sohn Ben Attal eines der Kinder im Teenageralter. Nach Meine Frau, die Schauspielerin (2001) und Happy End mit Hindernissen (2003), wo Ben Attal als Kinderdarsteller auftrat, ist dies die dritte derartige Besetzung in Yvan Attals Filmen.
Der Hundedarsteller ist ein Mastino Napoletano.
Der Film wurde im französischen Baskenland gedreht, in Biarritz, Arcangues, Bidart, Guéthary und Hendaye.

## Kritik
OFDb.de bezeichnet den Film als ein existenzielles Drama, dem es an Biss mangele und das hauptsächlich von einigen charmanten Situationen beisammen gehalten werde, und gibt dem Film 5,8 von 10 möglichen Sternen.